# المشكلات الوظيفية في حديثي الولادة
أكثر خواص الوليد حديث الولادة أهميةً هي عدم ثبات مختلف أنظمته التحكمية الهرمونية والعصبية، وينتج ذلك جزئياً عن التطور غير الناضج لمختلف أعضاء جسمه وجزئياً عن حقيقة أن أجهزة تحكمه لم تزل غير محكمة لتساير طرق حياته الجديدة.

## الجهاز التنفسي
تبلغ سرعة التنفس السوية للوليد حوالي 40 نَفَساً في الدقيقة، ويبلغ معدل حجم الهواء الداخل والخارج من الرئة في كل نفس حوالي 16 مليلترا\دقيقة، وهو حوالي ضعف كميته بالنسبة لوزن الجسم بالمقارنة مع معدله عند البالغين.
تبلغ السعة الوظيفية للوليد نصف تلك التي للبالغ بالنسبة لوزن الجسم.
و يولد هذا الفرق تغيرات دورية في تركيز غازات الدم عندما يبطأ التنفس لأن الهواء المتبقي residual air في الرئتين هو الذي يلطف تغيرات غاز الدم لدى البالغ.

## جهاز الدوران

### حجم الدم
يبلغ معدل حجم الدم لدى الوليد بعد الولادة مباشرة حوالي 300 مليلتر، ولكن إذا ما تُرك الوليد متصلا بالمشيمة لبضع دقائق بعد الولادة أو إذا ما عصر الحبل السري ليضغط الدم من أوعيته الدموية إلى الوليد فتدخل عندئذ 75 مليلتراً إضافيا من الدم إلى الوليد ليكون حجم الدم الكلي حوالي 375 مليلترا.
ومن ثم، وبعد الساعات القليلة التالية يفقد سائل إلى الأحياز النسيجية للوليد من هذا الدم، فيزيد مكداس الدم هيماتوكريت ولكنه يعيد حجم الوليد مرة ثانية إلى حجمه السوي 300 مليلتر. ويشعر بعض أطباء الأطفال بأن هذه الكمية الإضافية تولد في بعض الحالات وذمة رئوية خفيفة مع درجة معينة من متلازمة الضائقة التنفسية الحادة.

### نتاج القلب
يبلغ معدل النتاج القلبي لدى الوليد حديث الولادة حوالي 550 مليلترا / دقيقة، وهو مثل التنفس، واستقلاب الجسم حوالي ضعف ذلك الذي للبالغ بالنسبة لوزن الجسم.
يولد الطفل أحياناً بنتاج قلبي قليل جدا لدرجة واضحة، ويتولد عن ذلك نزيف الكثير من حجم دمه خلال غشاء المشيمة إلى جسمه الأم قبل الولادة.

### ضغط الدم الشرياني
يبلغ معدل ضغط الدم الشرياني أثناء اليوم الأول بعد الولادة حوالي 50 / 70،و يزداد هذا خلال الأشهر القليلة التالية إلى حوالي 60 / 90،و من ثم يتولد ارتفاع أبطأ من ذلك كثيرا خلال السنين التالية حتى يصل إلى معدل ضغط دم البالغين 70 / 115 عند سن المراهقة.

### خواص الدم
يبلغ معدل عدد خلايا الدم الحمراء في الوليد حديث الولادة حوالي 4 ملايين في الميكرولتر. وإذا ما عصر الدم من الحبل السري إلى الوليد، فإن عدد كريات الدم الحمراء يرتفع بمقدار 0.5 - 0.7 مليون إضافي خلال الساعات القليلة الأولى من حياته مولدا معدلا يبلغ 4.75 مليون في الميكرولتر.
و لكن بعد ذلك تتكون القليل من خلايا الدم الحمراء الجديدة خلال الأسابيع القليلة من حياته، و يفترض أن سبب ذلك يعود إلى أن التنبيه بنقص التأكسج أثناء الحياة الجنينية لم يعد موجودا بعد الولادة لكي ينبه توليد خلايا الدم الحمراء.
و لهذا يهبط معدل عدد خلايا الدم الحمراء إلى أقل من 4 ملايين بالميكرولتر عند حوالي 6 إلى 8 أسابيع بعد الولادة. ومن بعد هذا الوقت توفر زيادة فعالية الوليد منبها مناسبا لعودة عدد كريات الدم الحمراء إلى المستوى السوي خلال 2 - 3 أشهر أخرى.
و يبلغ معدل عدد كريات الدم البيضاء بعد الولادة مباشرة حوالي 45000 في الميكرولتر، وهو حوالي خمسة أضعاف ذلك الذي يكون عليه لدى البالغين.

## اليرقان الوليدي
يتمكن البيليروبين الذي يتولد في الجنين من عبور المشيمة إلى الأم ويفرغ خلال كبد الأم، ولكن بعد الولادة مباشرة تكون الوسيلة الوحيدة لللتخلص من بيليروبين الوليد خلال كبد الوليد نفسه، الذي يعمل أثناء الأسبوع الأول أو ما يقارب ذلك من حياة الوليد بضعف كبير ولا يتمكن من أن يقرن كميات ملحوظة من البيليروبين مع حمض الجلوكورنيك لطرحه في العصارة الصفراوية بعد ذلك.
و نتيجة لذلك يرتفع تركيز البيليروبين في البلازما من مستواه السوي أقل من 1 ملجم / دسيلتر إلى ما يبلغ حوالي 5 ملجم / دسيلتر خلال الأيام الثلاثة الأولى من حياة الوليد، و ثم يهبط تدريجيا عائدا إلى المستوى السوي عندما يصبح الكبد فعالا.
و تسمى هذه الحالة  فرط البيليروبينمية الفيزيولوجية physiologic hyperbilirubinemia . ويترافق ذلك مع يرقان بسيط ( اصفرار ) في جلد الوليد وبصورة خاصة في صلبة العين.
و لكن أهم كل أسباب اليرقان الوليدي هو انحلال الدم الوليدي erythroblastosis fetalis وعلاقته بعدم توافق العامل Rh ( عامل البندر )بين دم الوليد ودم أمه.و باحتصار، فإن الوليد الذي يصاب بأرام الحمر يرث في العادة خلايا دم حمراء موجبة الـ Rh من والده، بينما تكون الأم سالبة الـ Rh. وتصبح الأم عندئذ منيعة ضد عامل الـ Rh الموجب ( وهو بروتين ) الموجود في خلايا دم الجنين،و تدمر الأجسام المضادة بدورها خلايا دم الجنين الحمراء محررة بذلك كميات كبيرة من البيليروبين إلى بلازما الجنين، مما يسبب وفاته في أغلب الأحيان بسبب افتقاره لكمية كافيه من خلايا الدم الحمراء.
و قبل تطور طب الولادة الحديث كانت هذه الحالة تحصل إما بصورة معتدلة أو شديدة في واحد من كل 50 - 100 وليد حديث الولادة.

## توازن السوائل والتوازن الحمضي - القاعدي ووظائف الكلى
تبلغ سرعة تناول السوائل وإفراغها في الوليد سبعة أضعافها في الشخص البالغ، مما يعني بأنه حتى التغيير المئوي البسيط في مدخول السوائل أو نتاجها يمكنه أن يسبب شذوذات سريعة.
كما تبلغ سرعة الاستقلاب لدى الجنين ضعف سرعتها لدى البالغ بالنسبة لكتلة جسمه، مما يعني بأنه تتكون لديه أحماض ضعف تلك التي تتولد في العادة، مما يؤدي إلى نزعة توليد الحماض لدى الوليد.
و ذلك بالإضافة إلى أن التطور الوظيفي لكلية الوليد غير كامل حتى نهاية الشهر الأول من حياته تقريبا.
فمثلا، تتمكن كلية الوليد حديث الولادة من تركيز البول إلى 1.5 مرة أسموزية البلازما osmolality بدلا من الـ 3 - 4 أضعاف السوية للأسموزية لدى الشخص البالغ.
و لهذا فإذا اعتبرنا عدم نضوج الكلية مع التبدل الملحوظ للسوائل لدى الوليد والتكون السريع للحمض بجسم الطفل حديث الولادة، فيمكننا أن نفهم رأسا بأنه من بين أهم مشكلات الوليد الحماض والجفاف وبعض الحالات النادرة لفرط الإماهة.

## وظيفة الكبد في الطفل حديث الولادة
تكون وظائف الكبد خلال الأيام القليلة الأولى من الحياة معوزة كما يظهر ذلك من التأثيرات التالية:
1. يقرن كبد الوليد البيليروبين مع حمض الجلوكورونيك بصورة ضعيفة، و لذلك يفرغ كمية قليلة من البيليروبين خلال الأيام القليلة الأولى من حياته.
2. يكون كبد الوليد معوزا في تكوين بروتينات البلازما، ولذلك يهبط تركيز بروتينات البلازما إلى 15 - 20 % أقل من ذلك الذي للأطفال الأكبر سنا.

ويهبط أحيانا تركيز البروتين لدرجة قليلة جدا بحيث يطور الوليد وذمة نقص بروتين الدم.
1. تكون وظيفة استحداث السكر في الكبد معوزة بصورة خاصة. ونتيجة لذلك يهبط مستوى جلوكوز الدم لدى الوليد حديث الولادة غير المغذى إلى حوالي 30 - 40 ملجم / دسيلتر. ويجب أن يعتمد الوليد عندئذ على دهونه المخزونة لتوليد الطاقة التي يحتاجها جسمه إلى أن يبدأ الإطعام ثانية.
2. يكون كبد الوليد حديث الولادة أيضا في العادة كمية قليلة جداً من العوامل الضرورية لتخثر الدم السوي.

## هضم وامتصاص الأطعمة في الوليد
بصورة عامة لا تكون مقدرة الوليد على الهضم والامتصاص واستقلاب الأطعمة مختلفة عن تلك التي للطفل الأكبر سنا مع الاستثناءات الثلاث التالية:
- أولا: يكون إفراز أميلاز البنكرياس لدى الوليد حديث الولادة معوزا، مما يجعل استعماله للنشويات أقل كفاءة مما هو لدى الطفل الأكبير سنا.
- ثانيا: يكون امتصاص الدهون من السبيل المعدي المعوي أقل إلى حد ما من ذلك الذي للطفل الأكبر. ونتيجة لذلك يكون امتصاصه للحليب عالي الدسم - مثل حليب البقرة - أقل كفاءة.
- ثالثا: ولأن الكبد يعمل بطريقة غير كفء خلال الأسبوع الأول من الحياة على الأقل فإن تركيز الجلوكوز في الدم لا يكون ثابتا كما أنه يكون قليلا جدا مقارنة بالمستوى السوي.

ويكون الوليد قادرا بصورة خاصة على تصنيع البروتينات وتخزينها. وفي الواقع، يستعمل الوليد حوالي 90 % من الأحماض الأمينية المتناولة من خلال غذاء مناسب في تكوين بروتينات الجسم. وهذه نسبة أعلى بكثير من تلك التي للبالغ.

## معدل الاستقلاب ودرجة حرارة جسم الوليد
يبلغ معدل الاستقلاب السوي للوليد حديث الولادة بالنسبة لوزن جسمه حوالي ضعف ذلك الذي للشخص البالغ، مما يفسر أيضا سبب كون النتاج القلبي ضعف ذلك الذي للبالغ، وكذلك حجم التنفس في الدقيقة ضعف ذلك الذي للشخص البالغ بالنسبة لوزن الجسم.
ولكن لأن مساحة سطح جسمه حديثي الولادة تكون كبيرة جدا بالنسبة لكتلتة الجسم، فإن الحرارة تفقد من جسم الوليد بسهولة، وكنتيجة لذلك فإن درجة حرارة جسمه الوليد حديث الولادة وخصوصا الوليد الخديج تهبط بسهولة.
كما أن درجة حرارة جسم الوليد حتى السوي غالبا ما تهبط بضع درجات خلال الساعات القليلة الأولى بعد الولادة ثم تعود إلى درجة الحرارة السوية خلال 7 - 10 ساعات.
كما تبقى آليات التحكم بدرجة حرارة الجسم ضعيفة جدا خلال الأيام الأولى من الحياة، مما يؤدي إلى انحراف شديد في درجة الحرارة
كما تتعلق المشكلات الفيزيولوجية الرئيسية للطفل بعد المرحلة الوليدية باحتاجاته الاستقلابية الخاصة للنمو.
فعند ملاحظة التغيرات في أطوال الأولاد والبنات منذ ولادتهم وحتى سن العشرين عاما نلاحظ بصورة خاصة أن نمو كل منهم يتوازى مع الآخر تماما تقريبا حتى نهاية العقد الأول من عمره.
و تسبب إستروجينات الأنثى بين سن الـ 11 والـ 13 عاما نموا سريعا للإناث مع الاتحاد المبكرة لمشاشة العظام فيهن عند سن 14 - 16 عاما من حياتهن، ثم يتوقف نموهن في الطول.
و هذا بعكس تأثير التستوستيرون في الذكور، الذي يسبب النمو عند سن متأخرة عن ذلك قليلا ؛ وبصورة رئيسية بين سن 13 و17 عاما. ولكن الذكر يستمر عادة بالنمو لفترة أطول كثيرا بسبب الاتحاد المتأخر لمشاشة العظام لديه، و لذلك فإن طوله النهائي يكون أكثر من ذلك الذي للأنثى لدرجة كبيرة.